# Грішин Борис Дмитрович (футболіст)
Борис Дмитрович Грішин (нар. 29 травня 1943) — радянський футболіст, що грав на позиції нападника та півзахисника. Відомий насамперед за виступами у складі хмельницького «Динамо» у класі «Б», за яке він зіграв понад 130 матчів. Срібний призер першості УРСР 1966 року, чемпіон УРСР 1969 року. По завершенні виступів на футбольних полях — радянський футбольний арбітр.

## Біографія
Борис Грішин розпочав займатися футболом у школі київського «Динамо», та розпочав виступи на футбольних полях у дублюючому складі київського клубу в 1962 році. Проте він так і не зіграв за основну команду київського «Динамо», й у 1964 році він став гравцем іншого клубу цього ж спортивного товариства — «Динамо» з Хмельницького, який грав у класі «Б». У складі хмельницької команди Грішин грав до кінця 1965 року. На початку 1966 року футболіст перейшов до іншої команди класу «Б» «Десна», щоправда за чернігівську команду грав лише до середини року, після чого повернувся до хмельницького «Динамо», у складі якого цього року став срібним призером першості УРСР серед команд класуі «Б». У складі «Динамо» грав до кінця сезону 1968 року, загалом зіграв у його складі 132 матчі, в яких відзначився 19 забитими м'ячами.
У 1969 році Грішин став гравцем команди класу «Б» «Спартак» з Івано-Франківська, у складі якої цього ж року став чемпіоном УРСР у класі «Б». Наступного року Борис Грішин став гравцем команди класу «Б» «Торпедо» з Луцька, і після закінчення сезону 1970 року завершив виступи на футбольних полях. Пізніше Борис Грішин став футбольним арбітром, та як лайнсмен провів 3 матчі української зони другої ліги.